# 구로시오정
구로시오정(일본어: 黒潮町)은 일본 고치현 하타군의 정이다.

## 지리

### 인접한 자치체
- 시만토시
- 다카오카군 시만토정

## 역사
- 2006년 3월 20일 - 하타군 사가정과 오가타정이 합병해 구로시오정이 탄생하였다.

## 교통

### 철도
- 도사쿠로시오 철도 나카무라선

### 도로
- 국도 56호선